# 윤동민 (축구 선수)
윤동민(1988년 7월 24일 ~ )은 대한민국의 축구 선수이며 포지션은 스트라이커이다.

## 클럽 경력
2010년 FC 서울에 입단하였으나 데얀, 정조국 등 탄탄한 공격 라인을 비집고 들어가지 못하고 한 경기도 출전하지 못한 채 1시즌 만에 부산 아이파크로 이적하였다.
2011 시즌 12경기에 출전하여 1골을 기록하였고, 이듬해에는 더 많은 출전한 경기에 나서며 리그 22경기에 출전하여 4골을 성공시켰다. 하지만 2013 시즌에는 리그 14경기, 2014 시즌엔 1경기 출전에 그쳤다. 2015 시즌엔 리그 16경기에 출전하였지만 팀의 강등을 막지는 못하였다.
2015 시즌을 마치고 군 복무를 위해 상주 상무에 입대하였다가 2017년 9월 13일에 부산으로 복귀하였다.
2018 시즌을 앞두고 부산 아이파크의 팀 동료였던 이경렬과 함께, 연제민과의 2:1 트레이드로 전남 드래곤즈로 이적하였다.
2020시즌을 앞두고 김해시청으로 이적했다.